# زیربغلی

زیربَغَلی یکی از سازهای کوبه‌ای است از خانواده تنبک که در افغانستان روایی دارد. زیربغلی همانند کوزه آب است که معمولأ از گل سفال ساخته می‌شود. سرکوچک زیربغلی مانند دهن کوزه باز است و سر بزرگ آن با پوست بز یا پوست آهو پوشانیده شده‌است. زیربغلی با انگشتان هر دو دست نواخته می‌شود. زیربغلی عادی ۶۲ سانتی متر طول داشته و قطر سر بزرگ آن ۱۹ سانتی متر است. این ساز موسیقی محلی که از چوب جگ (شیشم) نیز ساخته می‌شود و بیشتر در کابل، بخش‌های شمال، شمال خاوری و باختر افغانستان یعنی بیشتر در مناطق پارس‌نشین افغانستان رواج دارد.
مشهورترین نوازنده زیربغلی در افغانستان ملنگ نجرابی است.نام دیگر "زیر بغلی"، "کوزه" است.

## منبع
- ماهنامه فرهنگی نی، مسئول: دکتر محمد هاشم فقیری، فنلاند ۲۰۰۳